# ثوبتين غياتسو

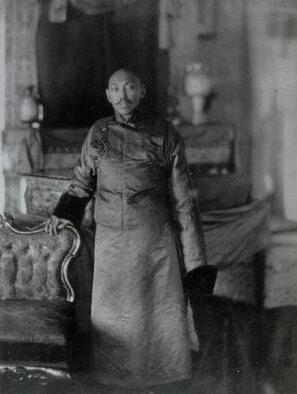
تسولتريم غياتسو الدالاي لاما الثالث عشر

ثوبتين غياتسو (1876 م – 1933 م) الدالاي لاما الثالث عشر، ولد عام 1876 في ثاكبو لانغدن في جنوب التبت لزوجين ريفيين هما كونغا رينشين ولوبزانغ دولما.
عام 1878 اعترف به على أنه التجسد الجديد للدالاي لاما، ونقل إلى لاسا حيث رسم راهباً، وأعطي اسم نغاوانغ لوبسانغ ثوبتين غياتسو جيغدرال شوكلي نامغيال. وفي عام 1879 توّج الدالاي لاما الجديد في قصر بوتالا. بتاريخ 8 أغسطس/آب 1895 تولى الدالاي لاما سلطات ومسؤوليات سياسية على شعبه، ووجد نفسه وسط صراع مصالح بين إمبراطوريتين توسعيتين هما روسيا القيصرية والهند البريطانية. عاصر الغزو البريطاني للتبت عام 1904 وأيضاً الغزو الصيني عام 1909.
عقب احتلال التبت فر غياتسو وكبار مسؤول حكومته إلى الهند، وفي عام 1911 سقط حكم سلالة مانشو في الصين فاستغل التبتيون الفرصة لطرد ما تبقى من قوات الاحتلال من بلادهم. عاد ثوبتين غياتسو للتبت وبدأ بمزاولة مهامه السياسية كدالاي لاما ممارساً سلطة لم تعرفها المنطقة منذ حكم الدالاي لاما الخامس.
خلال فترة النفي في الهند تأثر غياتسو كثيراً بالعصرنة وقام بإصدار أول عملة للتبت. وفي عام 1913 افتتح أول مركز بريدي في البلاد، وقام كذلك بإرسال أربع شبان تبتيين إلى إنكلترا لدراسة الهندسة.
بتاريخ 8 يناير/كانون الثاني 1913 وضع الدالاي لاما الميثاق الشعبي ذو النقاط الخمس لاستقلال اتبت وقام بتأليف النشيد الوطني التبتي الذي لا زال يستعمل حتى اليوم.
عام 1914 بدأ بتقوية القوات المسلحة من خلال تنظيم تدريبات خاصة للجيش. وفي عام 1916 قام باختيار مجموعة من الرهبان الشباب الأذكياء من أديرة مختلفة للمحافظة على التقليد الطبي التبتي وأوجد المؤسسة الطبية التبتية التي تعرف اليوم باسم مين-تسي خانغ. عام 1923 أفتتح الدالاي لاما مركزاً لقيادة الشرطة في لاسا وفي نفس السنة أسس أول مدرسة إنكليزية في غيالتسه.
توفي ثوبتين غياتسو عام 1933 عن 58 سنة.

## مواضيع ذات صلة
- البوذية
- الدالاي لاما

## وصلات خارجية
- ثوبتين غياتسو على موقع الموسوعة البريطانية (الإنجليزية)

- The Thirteenth Dalai Lama, Thupten Gyatso. Dalai lama.com
- الموسوعة البريطانية

| سبقه ترينلي غياتسو | الدالاي لاما بين عامي 1876 - 1933 | تبعه تينزن غياتسو |